# Hypocrita chislon
Hypocrita chislon is een beervlinder uit de familie van de spinneruilen (Erebidae). De wetenschappelijke naam van de soort is, als Eucyana chislon, voor het eerst geldig gepubliceerd in 1885 door Druce.

## Synoniemen
- Eucyane chislon Druce, 1885
  - Thyrgis chislon (Druce, 1885)